# Osservatorio dell'Università Nazionale di Asunción
L'Osservatorio dell'Università Nazionale di Asunción è un osservatorio astronomico del Paraguay. Si trova all'interno dell'Università Nazionale di Asunción ed è gestito dalla Facoltà Politecnica della stessa università. Realizzato con l'’aiuto del Giappone, è il primo osservatorio statale del Paraguay ed è stato inaugurato nel 2000. Successivamente è stato intitolato all'astronomo paraguaiano Troche Boggino, deceduto nel 2002 e pioniere dell'astronomia in Paraguay.

## Costruzione e dotazione strumentale
Fra il 1988 e il 1994, per iniziativa del professor Alexis Emilio Troche Boggino sono stati tenuti corsi di astronomia alla Facoltà Politecnica dell'Università Nazionale di Asunción (UNA) tenuti da docenti di astronomia di università straniere. Nel 1994 un gruppo di astronomi e studenti di astronomia dell'Università di Tokio si è recato in Paraguay per osservare un'eclissi solare totale avvenuta il 3 novembre 1994. Due giorni dopo l'eclissi, si è tenuto all'Università Nazionale di Asunción un meeting internazionale di astronomia, organizzato dal professor Troche Boggino. In quell'occasione, gli astronomi giapponesi hanno proposto di realizzare presso l'università ospitante il primo osservatorio astronomico del Paraguay con l'aiuto giapponese, nell'ambito del Programma di assistenza ufficiale allo sviluppo condotto dal governo giapponese in collaborazione con l'Ufficio delle Nazioni Unite per gli affari dello spazio extra-atmosferico. Il Paraguay ha presentato una richiesta ufficiale di accesso al programma, per cui ci sono stati incontri successivi tra le delegazioni delle due nazioni.
Nel 1998, dopo l'ultima visita della delegazione giapponese guidata dal dottor Masatoshi Kitamura dell'Osservatorio astronomico nazionale del Giappone, è stato siglato l'accordo per la realizzazione dell'osservatorio. La strumentazione scientifica sarebbe stata donata dal Giappone, mentre il Paraguay avrebbe realizzato la costruzione dell’edificio dell'osservatorio, con la consulenza e l'aiuto giapponese. L'osservatorio è stato inaugurato nel giugno del 2000.
La dotazione strumentale dell'osservatorio è costituita da un telescopio riflettore con uno specchio di 45 cm di diametro, dotato di un fotometro e una fotocamera elettronica per la ripresa delle immagini. L'edificio dell'osservatorio è costituito da un edificio di 300 mq; una sezione dell'edificio ha il tetto scorrevole e ospita il telescopio con i suoi accessori, mentre un'altra sezione dell’edificio ospita la sala di controllo del telescopio e gli uffici dell'osservatorio.

## Scopi
L'osservatorio ha scopi didattici e di ricerca scientifica. Si propone di offrire un'adeguata formazione agli studenti universitari paraguaiani, di effettuare osservazioni di comete e asteroidi e realizzare programmi di ricerca sulle stelle variabili. L'osservatorio è stato successivamente intitolato al professor Troche Boggino, deceduto nel 2002. 